# Finlande aux Jeux olympiques de 1908
La Finlande a participé aux Jeux olympiques pour la première fois aux Jeux olympiques de 1908 à Londres y remportant 5 médailles (1 en or, 1 en argent et 3 en bronze), se situant à la treizième place des nations au tableau des médailles.
À cette époque, le grand-duché de Finlande faisait partie de la Russie impériale, mais les résultats des Finlandais ont été séparés de ceux des Russes même si les athlètes finlandais participaient sous la bannière russe.

## Liste des médaillés finlandais

### Médailles d'or
| Sport              | Discipline                            | Sportifs       | Performance |
| Médailles d'or : 1 |                                       |                |             |
| Lutte              | Lutte gréco-romaine - Poids mi-moyens | Verner Weckman |             |

### Médailles d'argent
| Sport                  | Discipline                            | Sportifs     | Performance |
| Médailles d'argent : 1 |                                       |              |             |
| Lutte                  | Lutte gréco-romaine - Poids mi-moyens | Yrjö Saarela |             |

### Médailles de bronze
| Sport                   | Discipline                          | Sportifs | Performance   |
| Médailles de bronze : 3 |                                     | |               |
| Athlétisme              | 10 000 m                            | Albin Stenroos | 32 min 21 s 8 |
| Gymnastique             | Concours général par équipes hommes | Eino Forsström Otto Granström Johan Kemp Iivari Kyykoski Heikki Lehmusto John Lindroth Yrjö Linko Edvard Linna Matti Markkanen Kaarlo Mikkolainen Veli Nieminen Kaarlo Kustaa Paasia Arvi Pohjanpää Aarne Pohjonen Eino Railio Heikki Riipinen Arno Saarinen Einar Werner Sahlstein Aarne Salovaara Karl Sandelin Elis Sipilä Viktor Smeds Kaarlo Soinio Kurt Enoch Stenberg Väinö Tiiri Karl Magnus Wegelius |               |
| Lutte                   | Lutte gréco-romaine - Poids légers  | Arvo Lindén |               |